# Llistat de ciutats i localitats de la Prússia Oriental
Llista de ciutats i localitats de la Prússia Oriental, amb els seus noms abans del 1945 i el seu nom actual.
| Ciutat/de ciutat          | Districte (Kreis)              | Pop. Dins 1939 | Nom actual             | Unitat Administrativa actual           |
| ------------------------- | ------------------------------ | -------------- | ---------------------- | -------------------------------------- |
| Allenburg                 | Landkreis Wehlau               | 2 694          | Druzhba                | Óblast de Kaliningrad (Rússia)         |
| Allenstein                | Landkreis Allenstein           | 50 396         | Olsztyn                | Voivodat de Vàrmia i Masúria (Polònia) |
| Angerburg                 | Landkreis Angerburg            | 10 922         | Węgorzewo (Węgobork)   | Warmia-Masuria                         |
| Arys                      | Landkreis Johannisburg         | 3 553          | Orzysz                 | Warmia-Masuria                         |
| Barten                    | Landkreis-Rastenburg           | 1 541          | Barciany               | Warmia-Masuria                         |
| Bartenstein               | Landkreis Bartenstein          | 12 912         | Bartoszyce             | Warmia-Masuria                         |
| Bischofsburg              | Landkreis Rößel                |                | Biskupiec              | Warmia-Masuria                         |
| Bischofstein (Ostpreußen) | Rößel                          | 3 200          | Bisztynek              | Warmia-Masuria                         |
| Braunsberg                | Landkreis Braunsberg           | 21 142         | Braniewo               | Warmia-Masuria                         |
| Darkehmen/Angerapp        | Landkreis Darkehmen            |                | Ozyorsk                | Óblast de Kaliningrad                  |
| Domnau                    | Bartenstein                    |                | Domnovo                | Kaliningrad                            |
| Elbing                    | Stadtkreis                     | 85 952         | Elbląg                 | Warmia-Masuria                         |
| Eydtkuhnen                | Landkreis Stallupönen          | 4 922          | Chernyshevskoye        | Kaliningrad                            |
| Fischhausen               | Landkreis Samland              | 3 879          | Primorsk               | Kaliningrad                            |
| Frauenburg (Ostpreußen)   | Braunsberg                     | 2 951          | Frombork               | Warmia-Masuria                         |
| Friedland (Ostpreußen)    | Bartenstein                    |                | Pravdinsk              | Kalinigtrad                            |
| Gehlenburg                | Johannisburg                   |                | Biała Piska            | Warma-Masuria                          |
| Gerdauen                  | Landkreis Gerdauen             | 5 118          | Zheleznodorozhny       | Kaliningrad                            |
| Gilgenburg                | Landkreis Osterode             | 1 700          | Dąbrówno               | Warmia-Masuria                         |
| Goldap                    | Landkreis Goldap               | 12 786         | Vałdap                 | Warmia-Masuria                         |
| Gumbinnen                 | Landkreis Gumbinnen            | 24 534         | Gusev                  | Kaliningrad                            |
| Guttstadt                 | Landkreis Heilsberg            |                | Dobre Miasto           | Warmia-Masuria                         |
| Heiligenbeil              | Landkreis Heiligenbeil         | 12 100         | Mamonovo               | Kaliningrad                            |
| Heilsberg                 | Heilsberg                      |                | Lidzbark WarmińEsquí   | Warmia-Masuria                         |
| Heydekrug                 | Landkreis Heydekrug            | 4 836          | Šilutė                 | Klaipėda Comtat (Lituània)             |
| Hohenstein                | Osterode                       |                | Olsztynek              | Warmia-Masuria                         |
| Insterburg                | Landkreis Insterburg           | 48 711         | Chernyakhovsk          | Kaliningrad                            |
| Johannisburg              | Johannisburg                   |                | Pisz (Jańsbork)        | Warmia-Masuria                         |
| Königsberg                | Stadtkreis                     | 372 000        | Kaliningrad            | Kaliningrad                            |
| Kreuzburg (Ostpreußen)    | Landkreis Preußisch Eylau      |                | Slavskoye              | Kaliningrad                            |
| Labiau                    | Landkreis Labiau               | 6 527          | Polessk                | Kaliningrad                            |
| Landsberg En Ostpreußen   | Preußisch Eylau                |                | Górowo Joławeckie      | Warmia-Masuria                         |
| Liebemühl                 | Osterode                       |                | Miłomłyn               | Warmia-Masuria                         |
| Liebstadt                 | Landkreis Mohrungen            | 2 742          | Miłakowo               | Warmia-Masuria                         |
| Lötzen                    | Landkreis Lötzen               | 13 000         | Giżycko (Lec)          | Warmia-Masuria                         |
| Lyck                      | Landkreis Lyck                 | 16 482         | Ełk (ŁęG)              | Warmia-Masuria                         |
| Marggrabowa/Treuburg      | Landkreis Oletzko/Treuburg     |                | Olecko                 | Warmia-Masuria                         |
| Marienburg En Westpreußen | Landkreis Marienburg (Westpr.) |                | Malbork                | Pomeranian Voivodeship (Polònia)       |
| Mehlsack                  | Braunsberg                     |                | PieniężCap (Melzak)    | Warmia-Masuria                         |
| Memel                     | Stadtkreis                     | 41 297         | Klaipėda               | Klaipėda (Lituània)                    |
| Mohrungen                 | Mohrungen                      | 5 500          | Morąg                  | Warmia-Masuria                         |
| Mühlhausen                | Landkreis Preußisch Holanda    |                | Młynary                | Warmia-Masuria                         |
| Neidenburg                | Landkreis Neidenburg           | 9 201          | Nidzica (Nibork)       | Warmia-Masuria                         |
| Nikolaiken                | Landkreis Sensburg             |                | Mikołajki              | Warmia-Masuria                         |
| Nordenburg                | Gerdauen                       | 3 173          | Krylovo                | Kaliningrad                            |
| Ortelsburg                | Landkreis Ortelsburg           | 14 234         | Szczytno               | Warmia-Masuria                         |
| Osterode (Ostpreußen)     | Osterode                       | 19 519         | Ostróda                | Warmia-Masuria                         |
| Passenheim                | Ortelsburg                     | 2 431          | Pasym                  | Warmia-Masuria                         |
| Peterswalde               | Osterode                       |                | Piertzwald             | Warmia-Masuria Werner                  |
| Pillau                    | Samland                        | 12 000         | Baltiysk               | Kaliningrad                            |
| Preußisch Eylau           | Preußisch Eylau                | 7 485          | Bagrationovsk          | Kaliningrad                            |
| Preußisch Holanda         | Preußisch Holanda              |                | Pasłęk                 | Warmia-Masuria                         |
| Ragnit                    | Landkreis Tilsit-Ragnit        | 10 094         | Neman                  | Kaliningrad                            |
| Rastenburg                | Rastenburg                     | 19 634         | Kętrzyn (Rastembork)   | Warmia-Masuria                         |
| Rhein (Ostpreußen)        | Lötzen                         |                | Ryn                    | Warmia-Masuria                         |
| Rößel                     | Rößel                          | 5 000          | Reszel                 | Warmia-Masuria                         |
| Saalfeld                  | Mohrungen                      |                | Zalewo                 | Warmia-Masuria                         |
| Schippenbeil              | Bartenstein                    |                | Sępopol                | Warmia-Masuria                         |
| Schirwindt                | Landkreis Pillkallen           |                | Kutuzovo               | Kaliningrad                            |
| Pillkallen-Schlossberg    | Pillkallen                     |                | Dobrovolsk             | Kaliningrad                            |
| Seeburg                   | Rößel                          |                | Jeziorany (Zybork)     | Warmia-Masuria                         |
| Sensburg                  | Sensburg                       |                | Senyorągowo (Żądzbork) | Warmia-Masuria                         |
| Soldau                    | Neidenburg                     | 5 349          | Działdowo              | Warmia-Masuria                         |
| Stallupönen               | Stallupönen                    | 6 608          | Nesterov               | Kaliningrad                            |
| Tapiau                    | Wehlau                         | 9 272          | Gvardeysk              | Kaliningrad                            |
| Tilsit                    | Stadtkreis                     | 59 105         | Sovetsk                | Kaliningrad                            |
| Wartenburg (Ostpreußen)   | Allenstein                     | 5 841          | Barczewo (Wartembork)  | Warmia-Masuria                         |
| Wehlau                    | Wehlau                         | 7 348          | Znamensk               | Kaliningrad                            |
| Willenberg                | Ortelsburg                     | 2 600          | Wielbark               | Warmia-Masuria                         |
| Wormditt                  | Braunsberg                     |                | Orneta                 | Warmia-Masuria                         |
| Zinten                    | Heiligenbeil                   |                | Kornevo                | Kaliningrad                            |